# Pipturus australium
Pipturus australium är en nässelväxtart som beskrevs av Florence. Pipturus australium ingår i släktet Pipturus och familjen nässelväxter. Inga underarter finns listade i Catalogue of Life.